# ダブリン・モナハン爆弾事件
ダブリン・モナハン爆弾事件（ダブリン・モナハンばくだんじけん、愛: Buamálacha Bhaile Átha Cliath agus Mhuineacháin、英: Dublin and Monaghan Bombings）は、1974年5月17日にアイルランドのダブリンとモナハンで起きた一連の爆弾テロ事件である。

## 概要
夕方のラッシュ時にダブリンで3つの爆弾が爆発し、その90分後にモナハンで4つ目の爆弾が爆発した。33名の民間人と胎児を殺害し、300名近くを負傷させた。「厄介事」と呼ばれる紛争の中で共和国史上、最も致命的な攻撃を行った爆弾テロである。犠牲者の多くは若い女性だったが、生前から80歳までの年齢差があった。
北アイルランドのロイヤリストの準軍事組織であるアルスター義勇軍（UVF）は、1993年の爆弾事件の責任を主張している。1969年以来、アイルランドで何度も攻撃をしていた。イギリスの国家治安部隊の一部が、グレナン・ギャングの一員を含むUVFが爆弾テロを実行するのを助けたという疑惑が、問い合わせによって真剣に取り上げられている。このような疑惑の中には、元治安部隊の一員から出ているものもある。アイルランド議会の司法合同委員会は、この攻撃を英国の国家権力が関与した国際テロ行為と呼んだ。爆破事件の前月、英国政府はUVFのテロ組織と認定された組織の一覧から除外していた。
爆弾事件はアルスター労働者評議会のストライキ中に起きた。これは、サニングデール協定に反対する北アイルランドの強硬派のロイヤリストとユニオニストによって招集されたゼネストである。具体的には、アイルランドの民族主義者との政治的権力の共有や、北アイルランドの統治における共和国の役割の提案に反対した。アイルランド政府は協定の実現に協力していた。ストライキは5月28日に協定と北アイルランド議会を崩壊させた。
この爆弾事件で起訴された者はいない。犠牲者の遺族による運動により、ヘンリー・バロン判事のもとでアイルランド政府の調査が行われることになった。2003年の報告書では、警察の捜査を批判し、捜査員が捜査を早々に打ち切ったしたとしている。また、当時の統一アイルランド党 - 労働党政府の不作為と爆弾事件への関心の無さを批判した。報告書は、英国の治安部隊関係者やMI5の諜報機関が関与している可能性が高いが、より高い関与の証拠が不十分であるとしている。しかし、英国政府が重要文書の公開を拒否したことで、調査は妨げられた。被害者の遺族などは、英国政府がこれらの文書を公開するよう、今日までキャンペーンを続けている。

## 事件

### ダブリン

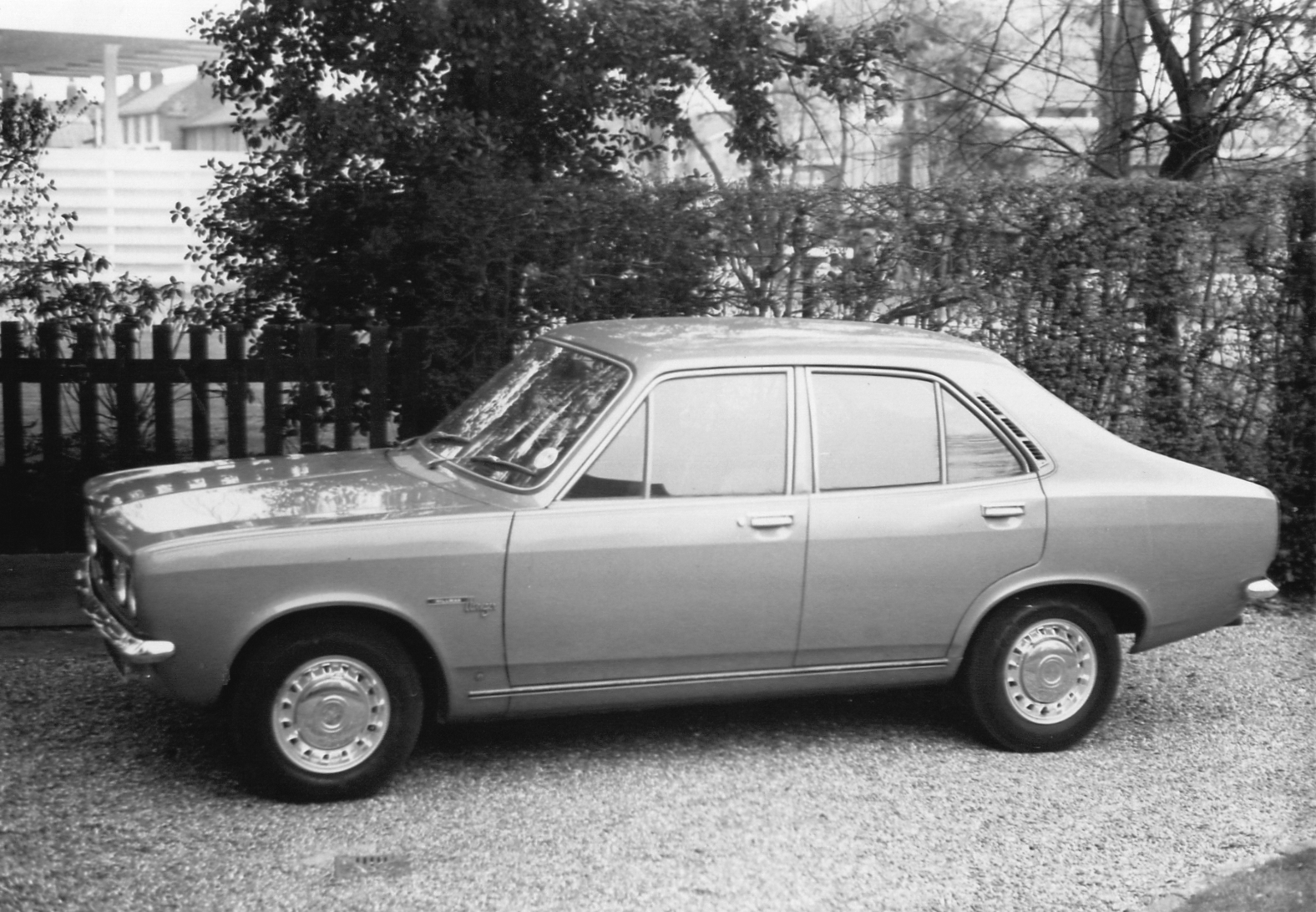
10人が死亡したパーネル通りの爆弾事故で使用され、ハイジャックされたグリーンの1970年型ヒルマン・アヴェンジャー

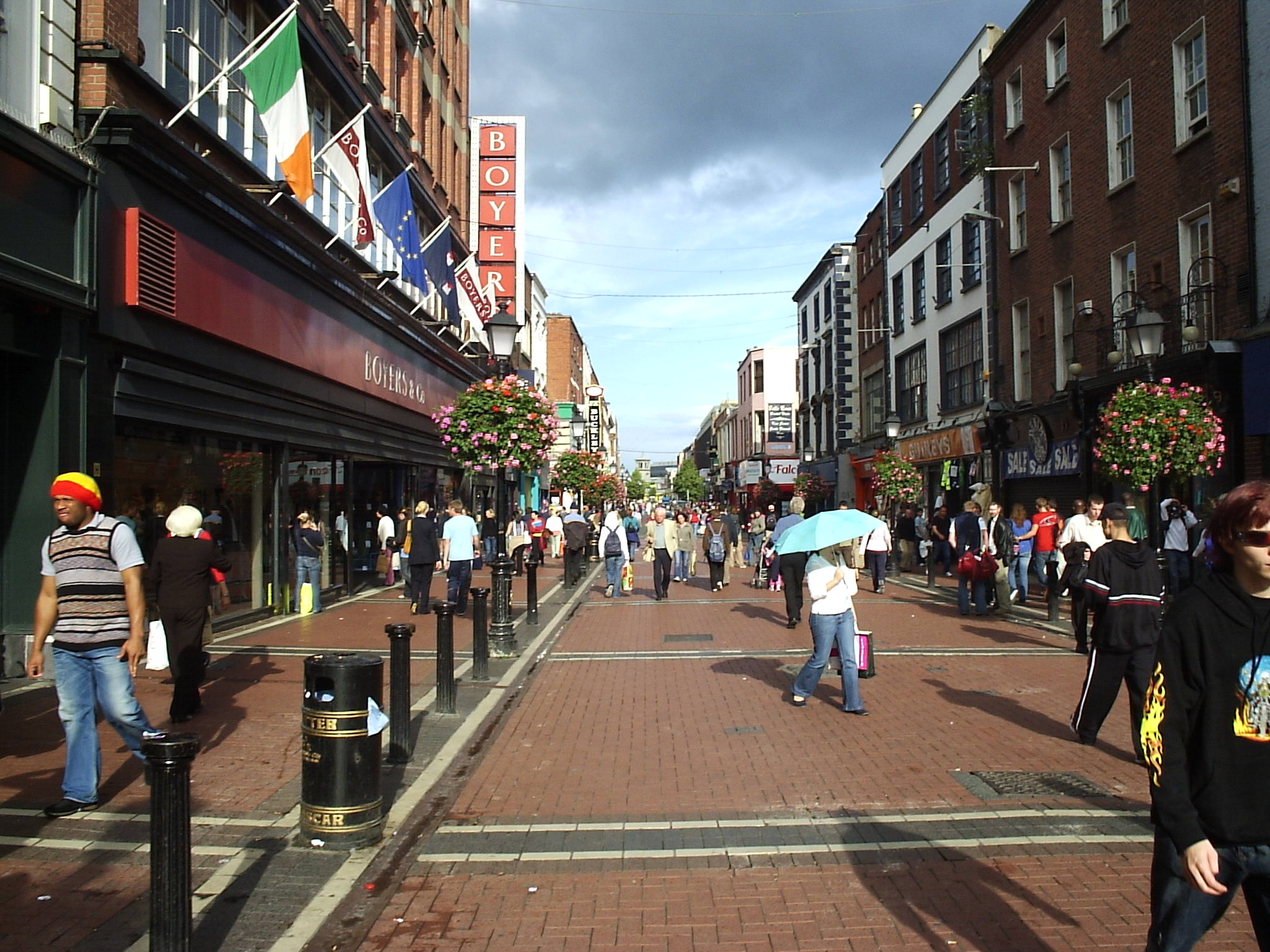
14名が死亡したタルボット通り（2006年）

1974年5月17日（金）午後5時30分頃、ダブリン市内中心部のパーネル通り、タルボット通り、サウス・レンスター通りのラッシュ時に、何の前触れもなく3つの車爆弾が突然爆発した。通りは、交通量の多い目抜き通りから鉄道駅まで、すべて東西に走っていた。当時ダブリンではバスストライキが行われており、いつも以上に人通りが多くなっていた。アイルランド軍の最高爆弾処理士官の一人であるパトリック・トレアーズ司令官によると、爆弾は精密に作られており、起爆時には各爆弾の100％が爆発したという。これにより、23名が死亡し、その後数日から数週間の間に3名が負傷して死亡した。死者の多くは、元々は田舎町の若い女性で、公務員として雇用されていた。ダブリン中心部の一家が殺害された。被害者のうち2人は外国人で、イタリア人男性と、家族がホロコーストを生き抜いたフランス系ユダヤ人女性だった。

#### 最初の爆弾
ダブリンの3つの車爆弾のうち、最初のものは午後5時28分頃、マールボロ通りとの交差点近くのパーネル通りで爆発した。パーネル通り93番地と91番地にあるパブとバリーズ・スーパーマーケットの外の駐車場で、ガソリンポンプの近くで起きた。店先は吹き飛ばされ、車は破壊され、人々は四方八方に投げ出された。爆弾の後ろに停めていた茶色のミニが直角に歩道に投げつけられた。生存者の一人は、「大きな炎の玉が真っ直ぐ私たちに向かってきて、まるで核のキノコ雲のように、すべてのものを巻き上げた」と語っている。爆弾車はメタリック・グリーンの1970年ヒルマン・アヴェンジャー、登録番号はDIA 4063だった。ダブリンの主要道路であるオコンネル通りに面していた。この車は、その日の朝に北アイルランドのベルファストでハイジャックされており、他の2台の爆弾車と同様にナンバープレートは変更されていなかった。
この爆発では、乳児の女児2名とその両親、第一次世界大戦の退役軍人を含む10名が死亡した。10代のガソリンポンプの係員を含む他の多くの人が重傷を負った。

#### 第2の爆弾
午後5時30分頃、タルボット通りのローワー・ガーディナー通りとの交差点付近で、車爆弾が同じくダブリンで爆発した。タルボット通りは、市内中心部からダブリンの主要な鉄道駅のひとつであるコノリー駅までの主要な道路だった。北側のタルボット通り18番地のゲニス百貨店の向かい側に停めてあった。爆弾車はメタリック・ブルーのフォード・エスコート、登録番号は1385 WZだった。その日の朝、北アイルランドのベルファストの港で盗まれていた。爆風は通りの両側の建物や車両に被害を与えた。周りにいた犠牲者は重度の火傷を負い、榴散弾、飛来するガラス、瓦礫に襲われ、何人かは店の窓から投げ込まれた。
12名が即死、さらに2名がその後の数日から数週間の間に死亡した。被害者14名のうち13名は女性で、そのうち1名は妊娠9カ月の女性だった。車爆弾の横にいた若い女性が首を切り落とされた。他の何名かは手足を失い、男性1名は鉄棒で腹部を突き刺された。救急車が渋滞を乗り切るのに苦労していたため、30分ほど路上に数体の遺体が横たわっていた。百貨店の外の歩道で少なくとも4体の遺体が発見された。犠牲者の遺体は現場から撤去されるまで新聞紙で覆われていた。

#### 第3の爆弾
3度目の爆弾は午後5時32分頃、ダブリン大学トリニティ・カレッジの近く、アイルランド議会の住居であるレンスター・ハウスからほど近いサウス・レンスター通りで爆発した。2名の女性が爆弾に非常に近くにいたため、即死した。爆弾車は青のオースチン1800、登録番号HOI2487だった。パーネル通りの車と同じく、同日の朝にベルファストでタクシー会社からハイジャックされていた。トリニティ・カレッジの歯科学生が現場に駆けつけ、負傷者の応急処置を行った。

### モナハン
ほぼ90分後の午後6時58分頃、北アイルランドとの国境の南に位置するモナハンの町の中心部で、４個目の車爆弾（重さ68kg）が爆発した。ノース通りのプロテスタント所有のグレイセン・パブの外に駐車されていた。車は緑色の1966年ヒルマン・ミンクス、登録番号6583 OZだった。数時間前に、ポータダウンの駐車場から盗まれていた。ダブリンと同様に爆弾予告はなかった。これにより、5名が即死し、その後の数週間でさらに2名が死亡した。爆発の5分前に爆弾車が駐車した証拠がある。警察署から約270 - 370mの場所にあった爆弾現場は、5月17日午後7時から5月19日午後2時30分まで、8名の警察官によって保存され、技術的な調査が終了していた。現場から採取された金属片の法科学分析では、爆弾はビール樽などの容器に入っていたことが示唆されている。モナハンの爆破は「支援攻撃」であり、爆発により国境から警備を引き離し、ダブリンの爆弾犯が北アイルランドに戻るのを助けるための陽動作戦であったと示唆されている。

## 余波

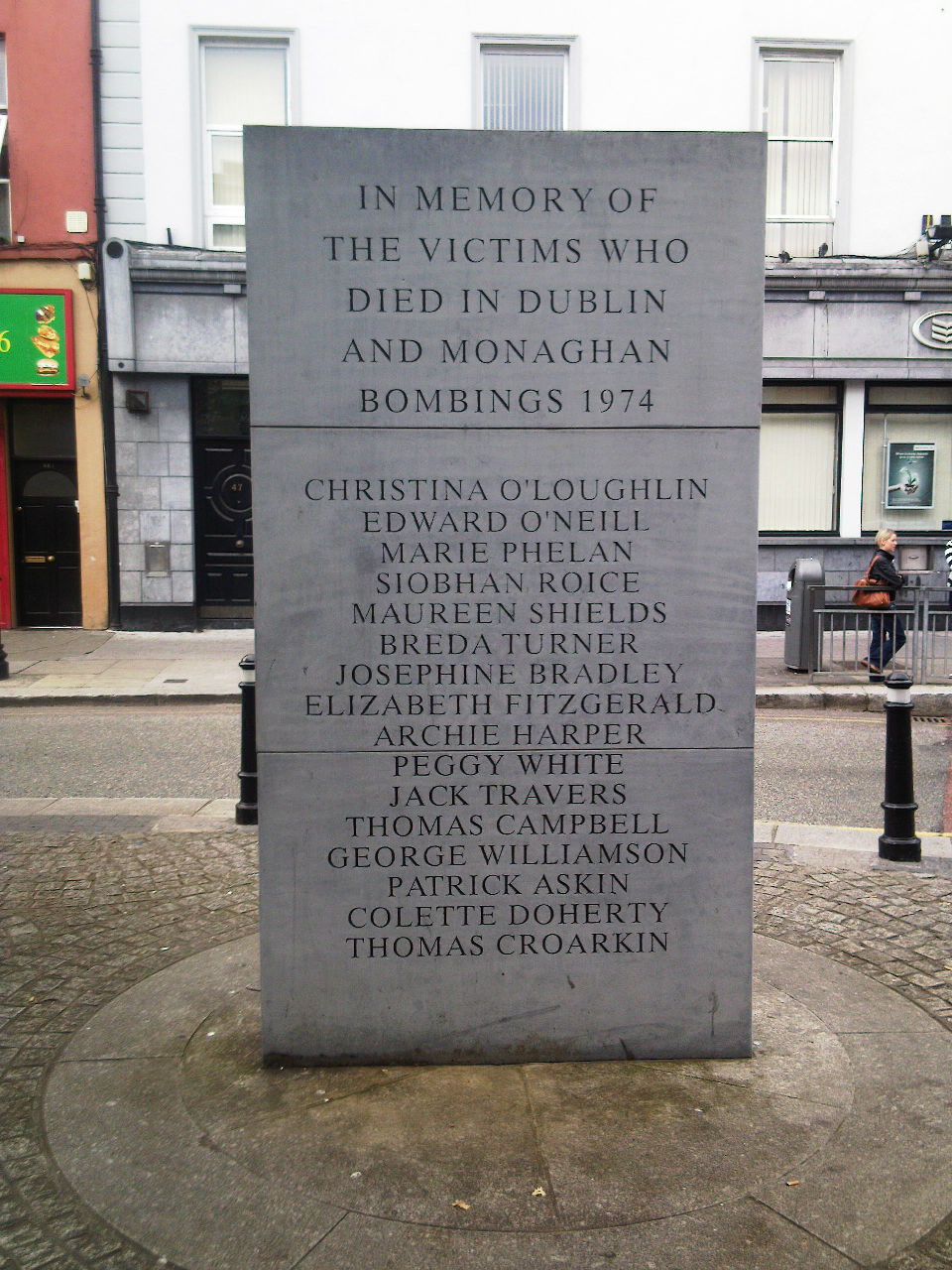
ダブリンのタルボット通りにある爆弾犠牲者の慰霊碑

爆発後、負傷者を助けようとする傍観者が殺到し、数分後には緊急対応要員が現場に駆けつけた。ダブリン中の病院が死傷者を受け入れるために待機していた。しかし、ダブリンではバスストライキの影響で交通量が多く、救助活動に支障が出ていた。救助者たちは、助けがすぐには来ないことを感じ、死傷者を持ち上げ、コートにくるみ、車に束ねて最寄りの病院に連れて行った。アイルランド警察（ガーダ）の車両が外科医を護衛し、負傷者の手当をするために混雑した通りを通った。何が起こったのかを察知した多くの人々は、献血に向かった。
パーネル通りの爆弾事件で娘と義理の息子と2人の孫娘を亡くしたフィングラスのパディ・ドイルは、ダブリンの死体安置所内の光景を「屠殺場」のようなものだと表現し、作業員が「手足を合わせて死体を作っている」と表現した。
18:00、死傷者がすべて撤去された後、警官がダブリンの3つの爆弾現場を封鎖した。その15分前の午後5時45分には、爆弾犯の逃走を阻止するために「全国に包囲線」を張るよう命令が出されていた。警察官はコノリー駅、バスターミナルのブサラス、ダブリン空港、カーフェリー乗り場、ダン・レアリーの郵便船に派遣された。午後6時28分、ダブリン - ベルファスト間の列車はダンドークに停車し、警部率いる18名の警察官によって捜索された。5月17日夜、弾道、写真、地図、指紋の各課の警察がダブリンの3つの爆弾現場を訪れ、その破片を調べた。
4度の爆弾事件の死者数は34人か35人とする説もある。犠牲者コレット・ドハーティの胎児（妊娠9ヶ月）を含むと34人、その後死産となったエドワードとマーサ・オニールの子どもを含むと35人になる。エドワードはパーネル通りで即死した。マーサ・オニールは攻撃に巻き込まれなかったが 子どものうち2人が爆撃で重傷を負った。そのうちの1人、4歳の男児は顔に重傷を負った。コレット・ドハーティの22ヶ月の娘はタルボット通りの爆発で生き残った。爆弾現場の近くでさまよっていたが、比較的無傷であることが確認された。モナハン爆弾事件から6週間後、同事件で死亡したトーマス・キャンベルの高齢の母親は、息子の死に受けたショックで死亡したとされている。
一連の爆弾事件の影響で、アイルランド軍は4年間、国際連合の平和維持活動から部隊を撤退させた。

## 反応

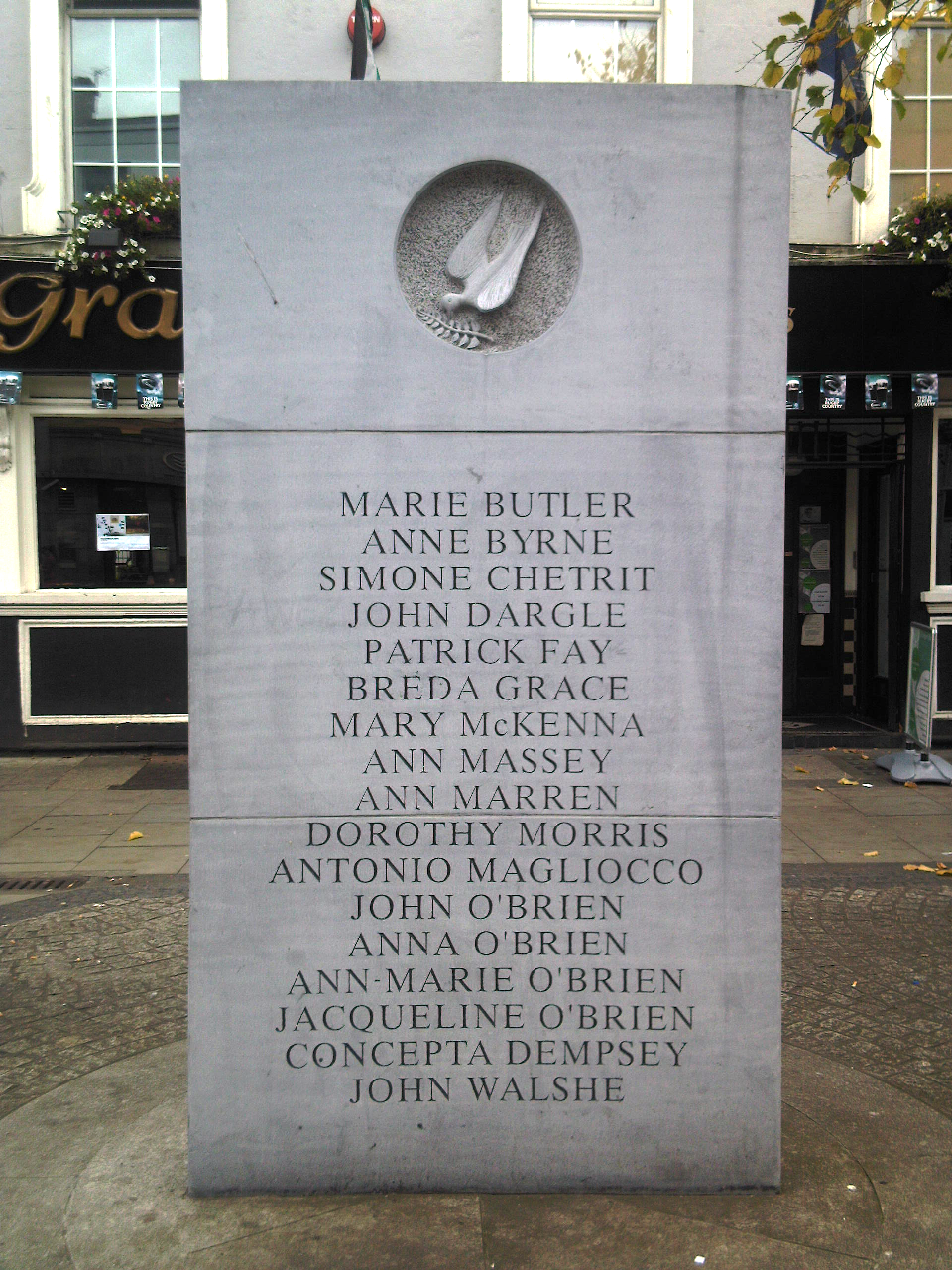
タルボット通り慰霊碑の裏

北アイルランドでは、当時アルスター防衛同盟（UDA）とアルスター労働者評議会（UWC）のストライキ委員会の報道官だったサミー・スミスは「ダブリンでの爆弾事件について非常に喜んでいる。自由国との戦争があり、今私たちは笑っている」と述べた。しかし、UDAもUVFも事件への関与の責任を認めていない。「キャプテン・クレイグ」が『アイリッシュ・ニュース』と『アイリッシュ・タイムズ』に電話をかけ、「レッドハンド旅団」を代表して爆弾事件の責任を主張した。

爆破事件はアイルランド政府とイギリス政府によって非難され、アイルランド政府は責任者を追及することを誓った。しかし、アイルランド政府の対応には、被害者の遺族などから不満の声が上がっている。政府情報局の報道官によると、統一アイルランド党 - 労働党政府は、「現在の厄介事で千人以上が死亡している」として、国民的な追悼の日の開催を拒否した。前政権は、北アイルランドで起きた血の日曜日事件で殺害された犠牲者を追悼する国民的な日を設けていた。また、国旗を半旗にしないことが決定されたが、これはすぐに取り消された。南レンスター通りの爆破現場から約300m離れたレンスター・ハウスでは、政治指導者らが次回の下院会期での爆弾事件について語った。政府閣僚の発言は、爆撃がアイルランド共和軍（IRA）の必然的な結果であることを示唆しているように見えた。統一アイルランド党のリーアム・コスグレイヴ首相は、嫌悪感を記録して以下を付け加えた。
先週の金曜日の暴挙の無実な犠牲者の血は、この島々での現在の暴力運動を促進するために、銃を発砲したり、爆弾を爆発したりしたすべての男の手の上にある。現代では、暴力はきちんとした区画に収めることはできず、あるケースでは正当化されても、別のケースでは正当化されない。
共和党の野党指導者ジャック・リンチは、「残酷な」出来事に「病んでいる」とし、非難の声も広げた。
過去5年間にベルファスト、デリー、その他の地域で殺し、傷つけ、財産を破壊した爆撃と暴力に参加した者と組織は、先週の金曜日にダブリンとモナハンの路上に実際に爆弾を仕掛けた暗殺者の罪悪感と恥を共有している。
当時の駐アイルランド英国大使アーサー・ガルスワージーは極秘のメモの中で、爆弾事件直後のダブリンの反応を記している。爆破事件はアイルランド共和軍（IRA）に対する態度を硬化させたと述べた。
一般的な反北プロテスタントの反応の兆候はない…英国（英国の諜報員、SASなど）に責任を押し付けようとするIRAの予測可能な試みは、全く前進していない。…南部が暴力を経験した今だからこそ、北が長い間求めてきた方法で反応している。…この点を…擦り込むのは心理的なミスだろう。

## 責任
アルスター義勇軍（UVF）が1993年の爆弾事件の責任を主張したのは、UVFを加害者とし、イギリスの治安部隊が攻撃に関与していたと主張した爆弾事件のテレビドキュメンタリーを受けてのことだった。

### 隠し手：忘れられた大虐殺
1993年7月7日、ヨークシャー・テレビジョンは『Hidden Hand: The Forgotten Massacre（隠し手：忘れられた大虐殺）』と題した爆弾事件のドキュメンタリーを放送した。ドキュメンタリー製作者は、アイルランドやイギリスの元治安部隊員や、元ロイヤリストの過激派にインタビューを行った。また、警察の書類にも調査できるようになっていた。
番組では、爆弾テロはイギリスの治安部隊のメンバーの助けを借り、UVFによって行われたと主張していた。関与していたと言われているUVFの一員の数を指名し、それ以来厄介事で殺害されていた。これらには、ビリー・ハンナ（イギリス陸軍のアルスター防衛連隊（UDR）の軍曹）、ロバート・マコーネル（UDRの伍長）、ハリス・ボイル（同じくUDRの兵士）、そして「ジャッカル（Jackal）」と呼ばれるロイヤリストが含まれていた。後に、放送当時まだ生きていた元UDR軍人のロビン・ジャクソンであることが判明した。ドキュメンタリーでは、全員イギリス情報部と王立アルスター警察隊（RUC）特別支部のエージェントとして働いていたと主張している。ウィリアム・マーチャントは、中古車をハイジャックしたベルファストのUVFギャングのリーダーとして名前が挙がっている。また、隠密の特殊偵察部隊の一員であるイギリス陸軍将校ロバート・ナイラックが関与している可能性を示唆していた。ナレーターは「警察、軍、ロイヤリストのある情報源からの証拠があり、それによると1974年5月に彼はテロリストと会い、武器を供給し、テロ行為を計画するのを助けていたことが確認できる」と述べた。
攻撃の複雑さと爆弾の巧妙さに言及した。元イギリス陸軍将校のフレッド・ホルロイド、元警察長官のイーモン・ドハーティ、元爆弾処理の専門家であるジョージ・スタイルズ中佐（イギリス陸軍）とパトリック・トラーズ司令官（アイルランド陸軍）はいずれも、爆弾はUVFの特徴ではなく、治安部隊の助けがなければ攻撃はできなかったと示唆している。
イギリスの治安部隊が、代理人としてロイヤリストのテロリストを使用していたことが示唆された。治安部隊の中には、軍事的解決を支持しており、英国の労働党政権が追求している政治的解決には反対していると言われていた。英国政府の北アイルランド長官だったメルリン・リースは、1974年に平和を追求した政策が、英国陸軍情報部の派閥によって損なわれたと考えていた。爆弾事件はサニングデール協定を破壊し、両政府にIRAに対抗するための強硬路線を取らせるためのものであると推察された。

### アルスター義勇軍
一週間後の1993年7月15日、アルスター義勇軍（UVF）は爆弾事件の責任を主張したが、英国の治安部隊の支援を受けたことは否定した。
作戦全体は、構想から成功に至るまで、外部機関の助けを借りずに、我々のボランテ ィアによって計画され、実施された。計画とは対照的に、実際に我々の能力の範囲内で十分に目的を達成するために、英国または他の方法で、秘密の安全保障部隊の人員を使用することによって、ボランティアの匿名性を妥協することは望ましくなかったであろう。北アイルランドで行われていたものの背景を考えると、研究者は限界まで詩的な許可を取ることにしたか、または真実は愚か者のための罠を作るために悪党によって捻じ曲げられていたかのどちらかである。最低限の精査で、ダブリンとモナハンに仕掛けられた爆弾の構造が、ほぼ毎日のように北アイルランドに仕掛けられた爆弾と同じではないにしても、似たようなものであることが明らかになったはずである。

### 被害者遺族によるキャンペーン
1996年に爆破被害者の遺族は公開調査を求める運動を開始した。このグループは、自分らがアイルランド国家から忘れ去られていたことや、英軍が爆弾テロに関与していた可能性があると考えていた。
1997年7月23日、同グループは欧州議会に陳情した。多くの国の欧州議会議員が英国政府に対し、爆弾事件に関するファイルの公開を求める声を支持した。しかし、その年の8月27日にアイルランドの裁判所は、ファイルの公開を要求することを拒否した。
1999年8月、アイルランドの被害者委員であるジョン・ウィルソンは、公開調査の要求について報告した。司法調査を提案し、非公開で行われた。1999年12月にバーティ・アハーン首相は、リーアム・ハミルトン判事を爆弾事件の調査のために任命した。この調査は2000年初頭に開始され、10月にはヘンリー・バロン判事がハミルトン判事の後任に任命された。アイルランド政府などは、英国政府が調査に協力するのが遅れていると報告した。同書は2000年11月、英国のジョン・リード国務長官（北アイルランド担当）に手紙を書いた。ジョン・リード国務長官は2002年2月に返信し、爆弾テロに関する英国の文書は国家の安全保障上の懸念から公開されないと述べた。バロン報告書は2003年12月に発表された。報告書は、英国の治安部隊員が爆破事件に関与している可能性はあるが、関与の証拠が不十分であるとしている。しかし、英国政府が重要文書の公開を拒否したことが調査の妨げになったと報じられた。
その後、バロン報告書を検討し、勧告を行うためにアイルランド政府の小委員会が設立された。これらの勧告は2004年3月に発表され、アイルランド政府が欧州人権裁判所に提訴し、英国政府に爆破事件の公開調査を強制するよう勧告したものである。2005年6月、アイルランド政府は、英国政府を欧州司法裁判所に提訴し、爆弾事件のファイルを強制的に公開することを検討すると述べた。2008年と2011年には、アイルランド議会（ドイル・エアラン）で2つの動議が全会一致で可決され、英国政府に対し、独立した国際的な司法関係者が文書を評価するために利用できるようにすることを求めた。2012年と2013年には、「忘れられた人のための正義」グループは駐アイルランド英国大使と会談し、合意された評価者が英国で文書を評価することを提案した。しかし、段階を前進させるためのさらなる会合は、2013年11月に英国側によってキャンセルされた。
2014年5月、被害者遺族は、英国国防省、北アイルランド事務所、北アイルランド警察庁などの英国政府機関を相手に民事訴訟を起こすと発表した。

## バロン報告書

### 主な調査結果
2003年12月10日、ダブリン・モナハン爆弾事件に関するヘンリー・バロン判事の報告書が発表された。この報告書の公表は、政治やメディアの反応が示すように、アイルランドでセンセーションを巻き起こした。報告書は回答よりも多くの疑問を投げかけ、新たな調査の道を開いたという点では一般的に同意されている。
爆弾事件の経緯や犯人については、以下のように述べている。
- 爆弾事件は、北アイルランドのベルファストを拠点とするロイヤリストの準軍事組織の2つのグループと、ポートダウン/ルーガン地域を拠点とするもう1つのグループによって実行された。関係者のほとんどはUVFの一員だったが、全員ではなかった。

- 爆弾事件は、サニングデール合意への反応であり、特に北アイルランドの統治においてアイルランド政府が役割を果たすという見通しに対するものであった。

- アルスター防衛連隊（UDR）の兵士や王立アルスター警察隊（RUC）の将校が攻撃の準備を手伝ったか、準備を意識していたとされている。また、グレナンの RUC 将校ジェームズ・ミッチェルの農場が準備に大きな役割を果たした可能性が高い。入手可能な資料によると、上級警備隊員が関与していたという証拠は不十分である。しかし、UDR/RUCの関与がより高いレベルで隠蔽されていた可能性がある。

- 治安部隊のどの部署も事前に爆弾事件を知っていたという証拠はない。もし知っていたとしても、公式な記録があるとは思えない。

- 問い合わせでは、爆弾事件が発生してから短期間のうちに、北アイルランドの治安部隊は、誰が犯人かを示唆する良い情報を持っていたと考えている。さらに、容疑者の中にはイギリスの諜報機関やRUC特別支部の幹部と関係を持っていたと言われている人物もいたという[41]。

審問は、共謀罪の調査で英国当局に妨害され、スティーブンス審問と同じ問題に直面していると述べた。英国政府は、この照会の情報文書を見せることを拒否し、照会はこれが調査の妨げになったと述べた。

### アイルランド警察と政府に対する批判
バロン報告書は、警察による爆破事件の捜査と、当時の統一アイルランド党 - 労働党政権の反応を批判した。
報告書によると、警察の捜査は情報を十分に活用できていなかったという。例えば、王立アルスター警察隊（RUC）が警察に爆弾犯の容疑者を逮捕したと伝えた時、警察は名前も逮捕に至った情報も聞かなかったようである。また、警察の公式文書が大量に行方不明になっていることも明らかになった。バロンは、ダブリン爆弾事件に関する司法省のファイルは「完全に行方不明」であり、司法省は照会に記録を提供していないと述べた。報告書の結論は、警察の捜査班は捜査を予定より早期に打ち切られたとされている。特命調査団は、爆弾事件から2カ月後の1974年７月に解散した。
バロン報告書によると、当時の統一アイルランド党 - 労働党政権は「爆弾事件にほとんど関心を示さなかった」とし、捜査への協力が十分ではなかったという。英国政府に政治的圧力をかけてRUCからより良い協力を得ることができなかった。また、統一アイルランド党 - 労働党政府は、調査結果が共和党員の手の中に入ることを恐れ、警察の調査を早々に終了させたか、または許可したと主張されていた。しかし、調査は政治的干渉の結果として停止された不十分な証拠を持っていた。

### 小委員会からの提言
バロン報告書の公表を受けて、議会（ウラクタス）小委員会を設置し、報告書の検討と勧告を行い、2004年3月に「最終報告書」として発表された。
小委員会は、犯人と英軍が爆撃機と共謀したという主張について、さらに広範な調査を行うべきだと結論づけた。受け取った情報で共謀があった疑いが強まったという。しかし、これを調査するためには、英国内の文書の入手や目撃者の証言が不可欠であると指摘している。
文書と容疑者が英国にいるため、小委員会は、北アイルランドおよび、または英国に公的な審問の法廷を設けるべきだと述べた。アイルランド政府が欧州人権裁判所の前に事件報告を提出し、英国政府に爆弾事件のような調査を強制するよう勧告した。2005年、アイルランド政府は英国政府を欧州司法裁判所に提訴し、爆弾事件に関するファイルを公開するように迫ると脅した。イギリスのトニー・ブレア首相は、公的調査を正当化するのに十分な証拠がないと述べた。
小委員会の勧告を受け、アイルランド政府は2005年5月、パトリック・マケンティーのもとにさらなる調査委員会を設置した。「マケンティー審問」は、なぜ警察の捜査が頓挫したのか、いくつかの手がかりを追跡調査しなかったのか、警察の文書が行方不明になっているのかを調査することを任務としていた。報告書は2007年3月にアイルランド政府に渡され、その後まもなく公表された。
ヘンリー・バロンによるマイアミ・ショーバンドの大虐殺、シーマス・ラドローの殺害、キーズ・タバーンの爆撃へのその後の報告書は、同じUVFメンバーとの広範な共謀の証拠を発見し、英軍の一部で「国際テロ」に相当するものだった。

## 英国政府の関与疑惑

### コリン・ウォレスの主張
爆弾事件当時、コリン・ウォレスはイギリス陸軍北アイルランド司令部にいたイギリス情報部の将校だった。1975年に辞任して以来、ロイヤリストとの国家共謀を含む治安部隊の不祥事を暴露してきた。バロン審問にも証拠を提出した。
1975年8月、北アイルランドの英国陸軍情報サービスの責任者であるトニー・ストウトンに宛てた手紙の中で、ウォレスは以下のように書いている。
昨年5月に起きたダブリンでの爆破事件は、権力の共有化を実現するためにアイルランド政府が果たした役割に対する報復であったことを示す良い証拠がある。クレイグの関係者の一人（北アイルランドでMI6のトップを務めるクレイグ・スメリー）によると、関係者の中には、ヤングズ、ジャクソンズ、マルホランド、ハンナ、カー、マコーネルなどがいて、当時は「特別支部」や「軍事情報部」と密接に連携していたという。クレイグの仲間は、宗派的な暗殺は、停戦交渉をしようとするリーズの試みを破壊するために設計されたと考えている。ターゲットは諜報部/特殊部隊によって、双方のために特定された。また、何人かの上級王立アルスター警察隊（RUC）役員がこのグループに関与していると信じている。要するに、ロイヤリストの準軍人と諜報部/特別支部の一員が、双方の準軍人に殺し合いをさせることで消耗戦を戦い、同時にサニングデールのような将来の政策を阻止しようと、ある種の疑似ギャングを結成したように見えるのだ。
1975年9月のさらなる手紙の中で、ウォレスは、MI5がUVFの政治への動きに反対する強硬派のグループを支援していると書いていた。
昨年後半に発生した暴力の多くは、新情報部の一部の人々が意図的に紛争をあおることによって引き起こされたと信じている。我々はこの1年間、離反したUVFやUFFを標的にすることを許されたことはなかった。しかし、彼らはIRAよりも多くの人を殺している。
バロン審問への証拠では、ウォレスは治安部隊はUVFに徹底的に潜入しており、大規模な爆撃作戦が計画されていたことを知っており、誰が関与していたかを知っていただろうと主張した。その上で、爆破調査チームが爆破事件のごく短期間で解散したことを指摘している。バロンはウォレスの1975年8月の手紙は「北アイルランドの治安部隊がガルダの捜査チームと共有されていない情報を持っていたことを示す強力な証拠」であると指摘した。
フレッド・ホルロイドやジョン・ウィアーと同様に、コリン・ウォレスを貶めようとする試みは失敗に終わった。バロンは ウォレスが仕えていたのと同じ警備会社に狙われていたと指摘した。1975年、記者のロバート・フィスクに機密文書を渡そうとしたため、表向きは辞任に追い込まれた。ウォレスは、「時計じかけのオレンジ」計画の続行を拒否したことと、治安部隊が児童性暴力団に関与していたことが発覚したことが解雇の本当の理由だと主張している。解任後、ウォレスはこれらの不祥事を暴露しようとしただけでなく、ロイヤリストとの国家間の結託も暴露しようとした。1980年に数々の主張をした直後、逮捕され、過失致死罪で有罪判決を受けた。1985年に仮釈放され、無実を宣言。ウォレスが濡れ衣を着せられたと様々な人が主張している。その後、有罪判決を覆され、公職からの不当解雇で3万ポンドの賠償金を支払われた。英国陸軍の諜報機関での役割は、遅ればせながらも1990年に公式に認められた。

### ジョン・ウィアーの主張
ジョン・ウィアーは、1970年代に王立アルスター警察隊（RUC）の特別パトロールグループに所属していた。1980年に仲間のRUC士官ビリー・マコーギーと共に、カトリック市民の殺害に関与した罪で有罪判決を受けた。有罪判決を受け、仲間のRUC将校とアルスター防衛連隊（UDR）の兵士が一連のロイヤリストの攻撃に関与していることを示唆した。宣誓供述書では、ウィアーは自身が「グレナン・ギャング」の一員であったことを明らかにした（UVFのメンバーと1970年代にアイルランドのカトリックとアイルランドの民族主義者のコミュニティに多数の攻撃を実施した警備隊員の秘密の同盟）。攻撃のほとんどは、「殺人トライアングル」と呼ばれるアーマー県とティロン県で行われたが、共和国でも数々の攻撃を開始した。ウィアーによると、これにはダブリン・モナハン爆弾事件も含まれていた。これらの攻撃に関与した名前を挙げた。
ウィアーによると、ダブリン・モナガン爆弾事件の主な主犯は、UDRの軍曹でUVFの「准将」であったビリー・ハンナであった。ハンナ、ロビン・ジャクソン、デイビー・ペイン、ウィリアム・マーチャントがダブリン爆撃を行い、スチュワート・ヤングとジョンとウェズリー・ソマービル兄弟（ともにUDRの兵士）がモナハン爆撃を行ったと主張している。爆弾はUDR情報部のジョン・アーウィン大尉から提供されたと主張し、RUCの仲間のローレンス・マクルーアの助けを借り、ジェイムズ・ミッチェルのグレナン農場で組み立てられたと主張した。ウィアーは、イギリスの陸軍情報部とRUCは犯人を知っていたが逮捕しなかったと主張している。さらに、陸軍情報部とRUCはグレナングループとの接触により、爆弾事件を事前に知っていた可能性が高いと述べている。
RUCは警察に報告書を提出し、ウィーアの証拠を弱体化させようとした。バロンは、このRUC報告書は非常に不正確で信憑性に欠けていることを発見した。バロン審問は、ウィアーの証拠には信憑性があると考えており、「ダブリン・モナハン爆弾事件に関するウィアーの主張は、最も深刻に扱われなければならないというアイルランド警察の見解に同意している」としている。バロン調査では、ウィアーの主張を裏付ける証拠を発見した。その中には、ウィアーの主張を裏付ける証拠が含まれており、攻撃に同じ武器が使われていたことを示す弾道の歴史の連鎖が含まれていた。記者のスーザン・マケイは、「同じ人物が何度も何度も現れるが、その関連性は指摘されなかった」と指摘している。加害者の中には、不利な証拠があるにもかかわらず起訴されなかった者もいる」と指摘している。

### フレッド・ホルロイドの主張
爆弾事件へのイギリス治安部隊の関与の証拠は、1970年代に北アイルランドでMI6のイギリス陸軍のフレッド・ホルロイド大尉によっても裏付けられている。ホルロイドは、「爆弾事件は、北アイルランドの治安部隊とロイヤリストの強い準軍事組織との共謀の一部だった」と述べた。爆破事件の主犯であるUDRのビリー・ハンナ軍曹は、ホルロイドに報告した諜報員と接触していたと主張している。
ホルロイドはまた、アイルランドの治安部隊が、英軍のために国境地帯を「凍結」することに密かに合意したと主張している。これは、アイルランド軍が一定の時間にある地域を離れ、英軍が国境を越えてアイルランド共和軍（IRA）の一員を誘拐することができるようにすることを意味した。ホルロイドは、1975年にエドモンド・ガーヴィー副警視総監と警察本部の王立アルスター警察隊（RUC）巡査に会ったと主張している。ホルロイドはガーヴィーと別のガーダ（アイルランド警察）を「イギリス側」と名指しした。ガーヴィーは後に、この会議が行われたことを否定した。しかし バロンは「ホルロイドによる警察本部への訪問は、ガーヴィー前警視総監が思い出せなかったにもかかわらず、疑う余地なく行われた」としている。ガーヴィーは1978年に次期共和党政権によって解任されたが、ガーヴィーを警察長官として信頼していなかったと明言しただけである。
バロン審問は、警察とRUCのメンバーが不正に不当にホルロイドの証拠を貶めようとしたことを明らかにした。「調査によってインタビューされたRUC役員の一部は、ホルロイドの信頼性を否定するために明白な熱意で、自分自身が不幸にも信頼性を汚してしまった不正確で誤解を招くような発言をした」という。

## 大衆文化
2014年のアルバム『ソングス・オブ・イノセンス』に収録されているU2の「ライズド・バイ・ウルヴス - Raised by Wolves」という曲は、タルボット通りの爆弾事件について言及している。アルバムのライナーノーツには、爆弾テロの余波を目撃したリードボーカルのボノの幼馴染のことが書かれている。U2の2015年の『Innocence + Experience』ツアー中、U2は「ブラディ・サンデー」と「レイズド・バイ・ウルヴス」の演奏の合間に、最初の爆弾事件で使用されたものと同じような車のアニメーション映像を、当日のラジオニュースの報道とイアン・ペイズリーのスピーチを多重録音し、忘れられた33名の犠牲者のために正義を求めた。
一連の爆弾事件の余波は、ロディ・ドイルの小説『The Dead Republic』（2010年）にも描かれている。